# Endicott (Nowy Jork)
Endicott – wieś w Stanach Zjednoczonych, w stanie Nowy Jork, w hrabstwie Broome.